# Kallkälltjärnen (Malå socken, Lappland)
Kallkälltjärnen är en sjö i Malå kommun i Lappland och ingår i Skellefteälvens huvudavrinningsområde.